# Edingen (Sinn)
Edingen (ⓘ) ist ein Ortsteil der Gemeinde Sinn im mittelhessischen Lahn-Dill-Kreis. Das Dorf liegt auf der westlichen Seite des Dilltals, im Westerwald und unterhalb der Burgruine Greifenstein sowie des Ortes Greifenstein.

## Geschichte

### Ortsgeschichte
Vermutlich bestand am Ort bereits in frühgermanischer Zeit eine Siedlung, da sowohl Funde aus dem 4. Jahrhundert v. Chr. wie auch der Ortsname Hinweise darauf geben.
Die erste urkundliche Erwähnung im Jahre 1341 bezieht sich auf den als Siedlungskristallisationspunkt geltenden „Edinger Hof“. Die Siedlung wird in der Übergabeurkunde an die Grafen von Nassau-Dillenburg als Ödingen bezeichnet. Im Jahr 1629 kam der Edinger Hof durch Erbteilung an das Haus Solms-Greifenstein und 1851 an die Gemeinde Edingen, welche den Edinger Hof 1921 an drei Privatleute verkaufte.
Die Evangelische Kirche Edingen wurde 1745 im Stil des Barock fertiggestellt. 1964/1965 folgte eine Erweiterung durch einen Choranbau.
Bei Edingen verlief vor der Gebietsreform die Grenze zwischen dem Dillkreis und dem Kreis Wetzlar, die heute als nördlicher und südlicher Teil gemeinsam den Lahn-Dill-Kreis bilden. Daher wird heute noch bei Differenzen oder Verständigungsschwierigkeiten zwischen diesen Teilen des Landkreises von der sog. „Edinger Mauer“ gesprochen.
Hessische Gebietsreform (1970–1977)
Im Zuge der hessischen Gebietsreform wurde die bis dahin selbstständige Gemeinde Edingen zum 1. Januar 1977 durch das Gesetz zur Neugliederung des Dillkreises, der Landkreise Gießen und Wetzlar und der Stadt Gießen als Ortsteil nach Sinn eingemeindet. Für den Ortsteil Edingen wurde wie für die anderen ehemals eigenständigen Gemeinden ein Ortsbezirk mit Ortsbeirat und Ortsvorsteher eingerichtet.

### Verwaltungsgeschichte im Überblick
Die folgende Liste zeigt die Staaten bzw. Herrschaftsgebiete und deren untergeordnete Verwaltungseinheiten, in denen Edingen lag:
- vor 1806: Heiliges Römisches Reich, Fürstentum Solms-Braunfels, Anteil der Grafschaft Solms, Amt Greifenstein
- ab 1806: Herzogtum Nassau,[Anm. 1] Amt Greifenstein
- ab 1816: Königreich Preußen,[Anm. 2] Provinz Großherzogtum Niederrhein, Regierungsbezirk Koblenz, Kreis Braunfels[6]
- ab 1822: Königreich Preußen, Rheinprovinz, Regierungsbezirk Koblenz, Kreis Wetzlar
- ab 1866: Norddeutscher Bund[Anm. 3] Königreich Preußen, Rheinprovinz, Regierungsbezirk Koblenz, Kreis Wetzlar
- ab 1871: Deutsches Reich, Königreich Preußen, Rheinprovinz, Regierungsbezirk Koblenz, Kreis Wetzlar
- ab 1918: Deutsches Reich (Weimarer Republik), Freistaat Preußen, Rheinprovinz, Regierungsbezirk Koblenz, Kreis Wetzlar
- ab 1932: Deutsches Reich, Freistaat Preußen, Provinz Hessen-Nassau, Regierungsbezirk Wiesbaden, Kreis Wetzlar
- ab 1944: Deutsches Reich, Freistaat Preußen, Provinz Nassau, Kreis Wetzlar
- ab 1945: Amerikanische Besatzungszone,[Anm. 4] Groß-Hessen, Regierungsbezirk Wiesbaden, Kreis Wetzlar
- ab 1946: Amerikanische Besatzungszone, Hessen, Regierungsbezirk Wiesbaden, Kreis Wetzlar
- ab 1949: Bundesrepublik Deutschland, Hessen, Regierungsbezirk Wiesbaden, Kreis Wetzlar
- ab 1968: Bundesrepublik Deutschland, Hessen, Regierungsbezirk Darmstadt, Kreis Wetzlar.
- ab 1977: Bundesrepublik Deutschland, Hessen, Regierungsbezirk Darmstadt, Lahn-Dill-Kreis, Gemeinde Sinn[Anm. 5]
- ab 1981: Bundesrepublik Deutschland, Hessen, Regierungsbezirk Gießen, Lahn-Dill-Kreis, Gemeinde Sinn

## Bevölkerung

### Einwohnerstruktur 2011
Nach den Erhebungen des Zensus 2011 lebten am Stichtag dem 9. Mai 2011 in Edingen 1155 Einwohner. Darunter waren 42 (3,6 %) Ausländer. Nach dem Lebensalter waren 210 Einwohner unter 18 Jahren, 462 zwischen 18 und 49, 267 zwischen 50 und 64 und 216 Einwohner waren älter. Die Einwohner lebten in 483 Haushalten. Davon waren 123 Singlehaushalte, 129 Paare ohne Kinder und 180 Paare mit Kindern, sowie 45 Alleinerziehende und 6 Wohngemeinschaften. In 81 Haushalten lebten ausschließlich Senioren und in 327 Haushaltungen lebten keine Senioren.

### Einwohnerentwicklung
| Edingen: Einwohnerzahlen von 1834 bis 2018 | Edingen: Einwohnerzahlen von 1834 bis 2018 | Edingen: Einwohnerzahlen von 1834 bis 2018 | Edingen: Einwohnerzahlen von 1834 bis 2018 | Edingen: Einwohnerzahlen von 1834 bis 2018 |
| --- | ------------------------------------------ | ------------------------------------------ | ------------------------------------------ | ------------------------------------------ |
| Jahr |                                            |                                            |                                            | Einwohner                                  |
| 1834 | 1834                                       |                                            | 251                                        | 251                                        |
| 1840 | 1840                                       |                                            | 302                                        | 302                                        |
| 1846 | 1846                                       |                                            | 355                                        | 355                                        |
| 1852 | 1852                                       |                                            | 359                                        | 359                                        |
| 1858 | 1858                                       |                                            | 346                                        | 346                                        |
| 1864 | 1864                                       |                                            | 352                                        | 352                                        |
| 1871 | 1871                                       |                                            | 369                                        | 369                                        |
| 1875 | 1875                                       |                                            | 397                                        | 397                                        |
| 1885 | 1885                                       |                                            | 413                                        | 413                                        |
| 1895 | 1895                                       |                                            | 400                                        | 400                                        |
| 1905 | 1905                                       |                                            | 439                                        | 439                                        |
| 1910 | 1910                                       |                                            | 453                                        | 453                                        |
| 1925 | 1925                                       |                                            | 516                                        | 516                                        |
| 1939 | 1939                                       |                                            | 613                                        | 613                                        |
| 1946 | 1946                                       |                                            | 886                                        | 886                                        |
| 1950 | 1950                                       |                                            | 885                                        | 885                                        |
| 1956 | 1956                                       |                                            | 853                                        | 853                                        |
| 1961 | 1961                                       |                                            | 922                                        | 922                                        |
| 1967 | 1967                                       |                                            | 1.010                                      | 1.010                                      |
| 1970 | 1970                                       |                                            | 1.077                                      | 1.077                                      |
| 1980 | 1980                                       |                                            | ?                                          | ?                                          |
| 1990 | 1990                                       |                                            | ?                                          | ?                                          |
| 2000 | 2000                                       |                                            | ?                                          | ?                                          |
| 2011 | 2011                                       |                                            | 1.155                                      | 1.155                                      |
| 2014 | 2014                                       |                                            | 1.128                                      | 1.128                                      |
| 2018 | 2018                                       |                                            | 1.141                                      | 1.141                                      |
| Datenquelle: Historisches Gemeindeverzeichnis für Hessen: Die Bevölkerung der Gemeinden 1834 bis 1967. Wiesbaden: Hessisches Statistisches Landesamt, 1968. Weitere Quellen: LAGIS, Gemeinde Sinn; Zensus 2011 |                                            |                                            |                                            |                                            |

### Religionszugehörigkeit
| 1834: | 242 evangelische, ein katholischer und 8 jüdische Einwohner            |
| 1961: | 784 (= 85,03 %) evangelische und 128 (= 13,88 %) katholische Einwohner |

## Verkehr
Der Haltepunkt Edingen (Kr Wetzlar) liegt an der Dillstrecke (Bahnstrecke Siegen–Gießen).